# Szájhősök
A Szájhősök 2012-es zenés televíziós vígjátéksorozat, melynek produceri és rendezői munkáit is Kapitány Iván végezte, az M1 Poén Péntek antológiasorozatának része. A főszereplők Debreczeny Csaba, Kovács Patrícia, Kapócs Zsóka, Gáti Oszkár és Reviczky Gábor.
A sorozat első évadát négy részesre tervezték és péntekenként havi rendszerességgel sugározták volna az újabb epizódokat a Mindenből egy van című műsor után az M1-en, ám a megrendelő MTVA két rész után életképtelennek ítélte a sorozatot. A két epizód február 17-én és március 16-án mutatkozott be. A sorozat első részét nem, második részét március 22-én ismételték, a saját gyártású műsorok túlnyomó többségével szemben az MTV Videótárba nem kerültek föl.

## Történet
A sorozat a budapesti éjszakában játszódik. Az epizódok bemutatják az orfeumok és a bárok énekeseinek, zenészeinek és vendégeinek életét. Főszereplője Franci, akit Debreczeny Csaba formál meg. A történet az ő szerelmi életét mutatja be.

## Szereplők
- Franci (Debreczeny Csaba): Két nagy „szerelme” a zene és a nők.
- Lizi (Kovács Patrícia): Az Orfeum felszolgálónője és Franci legnagyobb rajongója.
- Adél (Kapócs Zsóka): Az Atlantic szórakozóhely énekes dívája, Franci leghűtlenebb rajongója.
- Maxi (Reviczky Gábor): Az Orfeum zongoristája és Franci támogatója az életben, ha bizonytalanná válna.
- Bakó (Gáti Oszkár): Az Atlantic főnöke, aki Franci életét próbálja kezébe venni.

## Epizódok
| # | Rendező       | Író                                                                            | Premier           | Nézettség |
| --- | ------------- | ------------------------------------------------------------------------------ | ----------------- | --------- |
| 1. | Kapitány Iván | Búss Gábor Olivér, Kapitány Iván, Egressy Zoltán, Fehér Zsigmond, Kormos Anett | 2012. február 17. | 259 ezer  |
| Franci pont Maxi Orfeumába menekül egy féltékeny férj verőlegényei elől. Mivel eközben véletlenül leüti a szórakozóhely énekesét, Maxi ráveszi, hogy énekeljen ő helyette, s beválik. A rivális hely (Atlantic) főnöke, Bakó megpróbálja átcsábítani az énekest, aki (legfőképp az ottani énekesnő, Adél miatt) menne is, meg nem is. Egy évvel később Franci már az első Atlantic-beli fellépésére készül, amikor meggondolja magát, és az Orfeumben marad.                                                                                                  |               |                                                                                |                   |           |
| 2. | Kapitány Iván | Búss Gábor Olivér, Kapitány Iván, Fehér Zsigmond, Kormos Anett                 | 2012. március 16. | 136 ezer  |
| Franci duettre készül Barbarával (Oroszlán Szonja), akit Maxiék szeretnének megszerezni az Orfeumnak. Franci félreérti Barbara egy telefonbeszélgetését, ezért sértődöttségében harcba száll ellene. Végül miután fény derült a valóságra, a közönség előtt sikeresen éneklik el a duettet. Eközben Franci rájön, az Atlanticban hagyta kabátját, s benne lakáskulcsát, így több elkeseredett kísérletet tesz azok visszaszerzésére, ám csak a kabát kerül meg, a kulcs nem. Virág (Csizmadia Gergely), az Orfeum pincére szerepválogatásra készül, sikerrel. |               |                                                                                |                   |           |

## Dalok
| Epizód  | Cím                                                                  | Eredeti előadó                                                     | Előadó                                                 |
| ------- | -------------------------------------------------------------------- | ------------------------------------------------------------------ | ------------------------------------------------------ |
| 1. rész | Miu mi újság                                                         | Postássy Juli                                                      | Adél                                                   |
| 1. rész | Május éjszakán / Micsoda nő ez a férfi / Hello Tourist / Fáj a fejem | Makrancos hölgy / Oroszlán Szonja és Bebe / Emil.RuleZ! / Pa-dö-dő | Franci                                                 |
| 1. rész | Azért vannak a jó barátok                                            | Máté Péter                                                         | Franci és a hajléktalanok (Fekete Jenő és Hastó Zsolt) |
| 1. rész | Szalai Éva                                                           | Kaukázus                                                           | Franci                                                 |
| 1. rész | Hello Tourist                                                        | Emil.RuleZ!                                                        | Franci                                                 |
| 1. rész | Ki visz haza                                                         | Bikini                                                             | Franci                                                 |
| 1. rész | Most kéne abbahagyni                                                 | Kovács Kati                                                        | Adél                                                   |
| 1. rész | Tudom, hogy térdre hullni                                            | Koós János                                                         | Franci                                                 |
| 2. rész | Micsoda nő ez a férfi                                                | Oroszlán Szonja és Bebe                                            | Barbara (Oroszlán Szonja) és Franci                    |
| 2. rész | Fáj a fejem                                                          | Pa-dö-dő                                                           | Maxi                                                   |
| 2. rész | Sohase mondd                                                         | Hernádi Judit                                                      | Adél                                                   |
| 2. rész | Pocsolyába léptem                                                    | Takáts Tamás                                                       | Franci és Barbara                                      |

## Fogadtatása

### Nézettség
|    | Dátum             | Sáv   | Nézettség | Arány | 18–49   | Arány |       |
| -- | ----------------- | ----- | --------- | ----- | ------- | ----- | ----- |
| 1. | 2012. február 17. | 21:10 | 259 ezer  | 5,7%  | 97 ezer | 5%    | [ 3 ] |
| 2. | 2012. március 16. | 21:35 | 136 ezer  | 3,8%  | 35 ezer | 2,2%  | [ 4 ] |

### Díjak és jelölések
| Díj           | Kategória          | Jelölt            | Eredmény |
| ------------- | ------------------ | ----------------- | -------- |
| Aranyszem-díj | Televíziós sorozat | B. Marton Frigyes | Elnyerte |